# Amstel Gold Race 1984
L'Amstel Gold Race 1984 fou la 19a edició de l'Amstel Gold Race. La cursa es disputà el 21 d'abril de 1984, sent el vencedor final el neerlandès Jacques Hanegraaf, que s'imposà en solitari en la meta de Meerssen.
144 ciclistes hi van prendre part, acabant la cursa 55 d'ells.

## Classificació final
|    | Ciclista          | Equip                                | Temps      |
| -- | ----------------- | ------------------------------------ | ---------- |
| 1  | Jacques Hanegraaf | Kwantum-Decosol-Yoko                 | 6h 05' 56" |
| 2  | Kim Andersen      | Coop-Hoonved-Rossin                  | + 2' 04"   |
| 3  | Patrick Versluys  | Splendor-Mondial-Marc                | + 2' 08"   |
| 4  | Rudy Dhaenens     | Splendor-Mondial-Marc                | m. t.      |
| 5  | Ad Wijnands       | Kwantum-Decosol-Yoko                 | m. t.      |
| 6  | William Tackaert  | Fangio-Tonissteiner-O.m.trucks-Mavic | m. t.      |
| 7  | Frédéric Vichot   | Skil-Sem-Mavic-Reydel                | m. t.      |
| 8  | Jacques van Meer  | Avp-Viditel-Concorde                 | m. t.      |
| 9  | Theo de Rooij     | Panasonic-Raleigh                    | m. t.      |
| 10 | Peter Winnen      | Panasonic-Raleigh                    | m. t.      |